# Baldwin III Jerozolimski
Baldwin III (fr. Baudouin III) (ur. 1130, zm. 10 lutego 1163 w Bejrucie) – król Jerozolimy (1143—1163).

## Wywód przodków
| 4. Fulko IV              |  |                  |  |  |                |
|                          |  | 2. Fulko z Anjou |  |  |                |
| 5. Bertrada z Montfort   |  |                  |  |  |                |
|                          |  |                  |  |  | 1. Baldwin III |
| 6. Baldwin II z Le Bourg |  |                  |  |  |                |
|                          |  | 3. Melisanda     |  |  |                |
| 7. Morfia z Meliteny     |  |                  |  |  |                |
|                          |  |                  |  |  |                |

## Biogram
Był najstarszym synem Melisandy i Fulka. Imię otrzymał po swoim dziadku, Baldwinie II. Fulko zmarł 10 listopada 1143. Panował jedynie jako mąż Melisandy, lecz ta nie odważyła się sprawować samodzielnie rządów. Wyznaczyła więc Baldwina III na współwładcę. 25 grudnia 1143 patriarcha jerozolimski Wilhelm koronował obydwoje.
W 1147 Melisanda i Baldwin III udzielili poparcia Altuntaszowi, namiestnikowi Busry i Salchadu, który wypowiedział posłuszeństwo Mu'in ad-Din Unurowi, regentowi Burydów z Damaszku. Jednocześnie wysłali do Unura posła, Bernarda Vachera, który obiecał Unurowi, że poparcie Altuntasza nie wiąże się z naruszeniem jego damasceńskich posiadłości. Bernard powrócił przekonany przez Unura, że popieranie Altuntasza jest błędem. Po stronie posła stanął Baldwin III, ale pod wpływem armii musiał zmienić zdanie.
W maju 1147 Baldwin III na czele wojsk frankijskich przeprawił się przez Jordan i wkroczył do Al-Dżaulanu. Dotarł do Busry, która jednak w międzyczasie poddała się Unurowi i Nur ad-Dinowi. W takiej sytuacji zdecydował się na odwrót. Odrzucił propozycję opuszczenia wojska i ratowania się ucieczką pod osłoną straży przybocznej. Po stoczeniu potyczki koło Gadary wycofał się do Palestyny.
Gdy do Palestyny przybyli uczestnicy II wyprawy krzyżowej na czele z Konradem III, królem Niemiec, i Ludwikiem VII, królem Francji, Baldwin III i Melisanda zorganizowali 24 czerwca 1148 wielki zjazd w Akce. Na tym zgromadzeniu podjęto decyzję o ataku na Damaszek.
W 1153 obalił rządy matki. Jego żoną została Teodora Komnena, siostrzenica cesarza bizantyjskiego. Jednak zmarł bezdzietnie, a po jego śmierci tron przejął jego brat Amalryk I. Dyplomatyczne i strategiczno-militarne błędy w rządach Baldwina III przyczyniły się do późniejszego podbicia Jerozolimy przez Saladyna, w 1187 roku.